# Сулюкліно
Сулю́кліно (рос. Сулюклино) — село у складі Сафакулевського округу Курганської області, Росія.
У період 1923-1924 років село було центром Сарт-Калмицького району.
Населення — 600 осіб (2010, 679 у 2002).
Національний склад станом на 2002 рік:
- татари — 80 %